# Піски (Вишгородський район)
Піски́ (1861—1937 — Кінна-Видумка, 1937—1959 — Ворошилово) — село в Україні, у Іванківській селищній громаді Вишгородського району Київської області. Населення становить 218 осіб.В 1986 році потрапило до зони добровільного переселення.У 2022 році тимчасово окупована російськими військами.

## Історія
7 (20) листопада 1917 року, відповідно до Третього Універсалу Української Центральної Ради, увійшло до складу Української Народної Республіки.
12 червня 2020 року, відповідно до розпорядження Кабінету Міністрів України № 715-р «Про визначення адміністративних центрів та затвердження територій територіальних громад Київської області», увійшло до складу Іванківської селищної територіальної громади.
19 липня 2020 року, в результаті адміністративно-територіальної реформи та ліквідації Іванківського району, село увійшло до складу новоутвореного Вишгородського району.
З кінця лютого до 1 квітня 2022 року під час російсько-української війни село було окуповане російськими військами.

## Відомі люди
- Матійко Ганна Петрівна (1920—2012) — український науковець, шевченкознавець і музейник.
- Михайленко Олександр Романович (нар. 1935) — український правник, заслужений юрист України, відмінник освіти, почесний працівник прокуратури, доктор юридичних наук, професор.